# Duquesa de Rutland
Duquesa de Rutland é um título dado à esposa do Duque de Rutland, um título existente no Pariato da Inglaterra que foi criado em 1703. A sede da família é o Castelo Belvoir. Emma Manners é a atual duquesa e também é a CEO do Castelo Belvoir.

## Duquesas de Rutland
| Nome              | Nascimento       | Casamento        | Tornou-se Duquesa de Rutland | Marido                                 | Deixou de ser Duquesa de Rutland | Morte            |
| ----------------- | ---------------- | ---------------- | ---------------------------- | -------------------------------------- | -------------------------------- | ---------------- |
| Catherine Noel    | 10 Agosto 1657   | 8 Janeiro 1673   | 29 Março 1703                | John Manners, 1.º Duque de Rutland     | 10 Janeiro 1711                  | 24 Janeiro 1733  |
| Catherine Russell | 23 Agosto 1676   | 23 Agosto 1693   | 10 Janeiro 1711              | John Manners, 2.º Duque de Rutland     | 30 Outubro 1711                  | 30 Outubro 1711  |
| Lucy Sherard      | 1685             | 1 Janeiro 1713   | 1 Janeiro 1713               | John Manners, 2.º Duque de Rutland     | 22 Fevereiro 1721                | 27 Outubro 1751  |
| Bridget Sutton    | 30 Novembro 1699 | 27 Agosto 1717   | 22 Fevereiro 1721            | John Manners, 3.º Duque de Rutland     | 16 Junho 1734                    | 16 Junho 1734    |
| Mary Somerset     | 1 Agosto 1756    | 26 Dezembro 1775 | 29 Maio 1779                 | Charles Manners, 4.º Duque de Rutland  | 24 Outubro 1787                  | 2 Setembro 1831  |
| Elizabeth Howard  | 13 Novembro 1780 | 22 Abril 1799    | 24 Outubro 1787              | John Manners, 5.º Duque de Rutland     | 29 Novembro 1825                 | 29 Novembro 1825 |
| Janetta Hughan    | 8 Setembro 1836  | 15 Maio 1862     | 3 Março 1888                 | John Manners, 7.º Duque de Rutland     | 11 Julho 1899                    | 11 Julho 1899    |
| Marion Lindsay    | 7 Março 1856     | 25 Novembro 1882 | 4 Agosto 1906                | Henry Manners, 8.º Duque de Rutland    | 8 Maio 1925                      | 22 Dezembro 1937 |
| Kathleen Tennant  | 30 Janeiro 1894  | 27 Janeiro 1916  | 27 Janeiro 1916              | John Manners, 9.º Duque de Rutland     | 4 Dezembro 1989                  | 4 Dezembro 1989  |
| Anne Cumming-Bell | 1924             | 27 Abril 1946    | 27 Abril 1946                | Charles Manners, 10.º Duque de Rutland | 1956                             | 27 Dezembro 2002 |
| Frances Sweeny    | 19 Junho 1937    | 15 Maio 1958     | 15 Maio 1958                 | Charles Manners, 10.º Duque de Rutland | 2 Janeiro 1999                   | 21 Janeiro 2024  |
| Emma Watkins      | 2 Setembro 1963  | 6 Junho 1992     | 4 Janeiro 1999               | David Manners, 11.º Duque de Rutland   | Incumbente                       | Incumbente       |

## Esposas que não se tornaram Duquesas de Rutland
Catherine Louisa Georgina Marley, que se casou com John (mais tarde o 7.º Duque), não se tornou Duquesa, pois faleceu em 1854 e o seu marido só se tornou Duque em 1888.

## Navios
Dois navios foram nomeados Duchess of Rutland:
- Duquesa de Rutland (Navio de 1786);
- Duquesa de Rutland (Navio de 1799).